# Xã Little Black, Quận Randolph, Arkansas
Xã Little Black (tiếng Anh: Little Black Township) là một xã thuộc quận Randolph, tiểu bang Arkansas, Hoa Kỳ. Năm 2010, dân số của xã này là 586 người.